# Гирусов, Эдуард Владимирович
Эдуа́рд Влади́мирович Гирусов (26 июля 1932 — 26 мая 2019) — советский и российский философ, специалист по философской теории бытия, социальной экологии, проблемам взаимодействия общественных и технических наук. Доктор философских наук, профессор.

## Биография
В 1955 году окончил философский факультет МГУ, а в 1961 году — аспирантуру Института философии АН СССР.
В 1964 году в Институте философии АН СССР защитил диссертацию на соискание учёной степени кандидата философских наук по теме «Диалектика взаимодействия живой и неживой природы: (На материале почвоведения)».
В 1978 году в МГУ имени М. В. Ломоносова защитил диссертацию на соискание учёной степени доктора философских наук по теме «Методологические проблемы теории взаимодействия общества и природы» (специальность 09.00.08 — философия науки и техники).
Работал на кафедре философии МГУ ассистентом, затем (с 1970) — доцентом, с 1980 — профессор. С 1987 года заведовал кафедрой философии АН СССР (в настоящее время РАН). В последние годы работал в Московской государственной академии делового администрирования; с 1992 года действительный член академик Российской академии естественных наук (РАЕН); входил в редакционный совет российско-немецкого журнала «Метроном»; был президентом Международного экологического фонда.
Автор 211 научных работ, в том числе 14 монографий, двух учебных пособий и учебника для вузов (в соавторстве), выдержавшего четыре издания и включённого решением Министерства образования и науки Российской Федерации в серию «Золотой фонд учебников России».

## Научная деятельность
В работах Гирусова даётся формулировка закону необходимости оптимального соответствия характера общественного развития и состояния естественной среды; определяются основные правила совместимости общества и природы, а также основные вехи развития взаимодействия общества и природы. Учёный выделяет основные социально-экологические противоречие и раскрывает социоприродную суть экологического кризиса; исследует суть экологической культуры; утверждает необходимость глобальной экологической революции; разрабатывает концепцию природных основ устойчивого развития общества.

## Научные труды

### Монографии
- Диалектика взаимодействия живой и неживой природы. М.: Знание, 1969;
- Система «общество-природа». Монография. М.: МГУ, 1976;
- Шагреневая кожа Земли. Биосфера — Почва — Человек. Монография. М.: Наука, 1993 (в соавт.);

### Учебники и учебные пособия
- Основы социальной экологии. Учебное пособие. М.: РУДН, 1998;
- Экология и экономика природопользования. М., ЮНИТИ, 1998. Учебник для вузов, переизданный в 2003, 2007 и 2010 гг. (в соавт.);

### Статьи
- Новое о философских проблемах // Философские науки. № 1, 1963;
- Пределы возможностей биосферы // Природа. № 12, 1974 (в соавторстве);
- Методологические проблемы современного учения о биосфере // Общая биология. № 4, 1976 (в соавт.);
- Диалектика в науке о живом // Природа. № 8, 1982 (в соавт.);
- Нормативный характер экологического знания // В кол. монографии Философия и экологические проблемы цивилизации (на англ. яз) М.: Прогресс, 1983;
- Особенности формирования социальной экологии // В ст. тез. Всесоюзной конф. Проблемы социальной экологии. Львов, 1986 (учредительная конференция по этой науке);
- Ноосферный императив пайдейи в XXI в. // Сб. Образование для демократии (на англ. яз.). Оксфорд, США, 2004;
- Энергетика человечества в глобальном измерении // Век глобализации. № 2, 2008;
- Экологическая культура как высшая форма гуманизма // Философия и общество. № 4, 2009;
- Нужен ли человек природе? // Философские науки. № 8, 2011;
- Глобальные проблемы современности в их системном единстве и развитии // Философские науки. № 12, 2012;
- Социоприродная система в условиях российской экономической реальности // Кол. мон. Российская социально-экономическая система. Реалии и векторы развития. М., Инфра, 2014.